# Gino Cervesi
Gino Cervesi (Cattolica, 1900 – Forlì, 1967) è stato un ingegnere italiano impegnato in progetti religiosi e civili nel periodo del Ventennio e poi nella ricostruzione post bellica. Per il suo impegno nel mondo del lavoro è stato insignito del riconoscimento pontificio del cavalierato di San Silvestro.

## Biografia
Nasce in una famiglia piccolo borghese, da un padre capostazione che ha numerosi figli, pertanto, pur dimostrandosi subito valente negli studi, è costretto a lavorare d'estate per poter proseguire il suo percorso formativo. La famiglia è originaria di Cattolica, ma si trasferisce ben presto a Forlì, dove frequenta la parrocchia di San Biagio e il circolo Silvio Pellico. Si arruola giovanissimo per la Prima Guerra Mondiale pochi mesi prima dell'armistizio. Dopo una breve prigionia rientra in patria e si laurea alla Facoltà di ingegneria dell'Università di Bologna con ottimi voti.
Aderisce al Partito Popolare Italiano e partecipa alla vita cittadina di Forlì, rivestendo vari incarichi come la direzione della Segreteria del comitato provinciale orfani (1926) e la direzione del settimanale cattolico diocesano Il Momento (1925-27), subentrando a don Giuseppe Prati. Nel 1928 uno dei suoi primi incarichi pubblici consiste nella realizzazione della base per il nuovo basamento della colonna della Madonna del Fuoco, spostata da Piazza Saffi alla collocazione vicino alla Cattedrale e necessitante di restauro. Piuttosto distaccato da prese di posizione politica nette, richiede la tessera del Partito Nazionale Fascista solo nel 1938. 

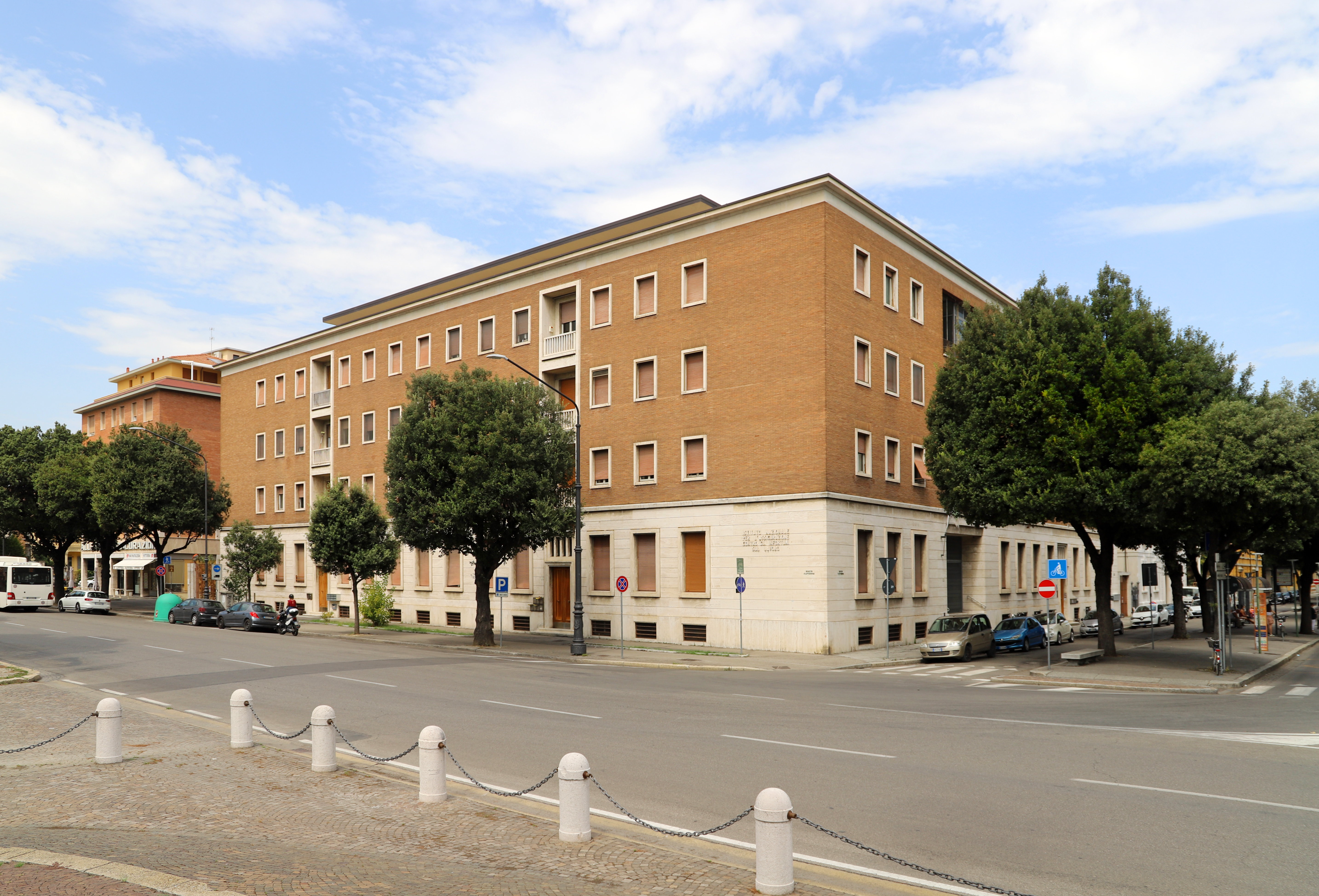
Forlì, Piazzale della Vittoria, Palazzo dell'INAIL

Gli anni del Ventennio segnano un periodo di attività notevole per Cervesi, che lavora a progetti importanti, come la villa dell'ex seminario, l'istituto San Giuseppe e la Chiesa di San Ruffillo in Vitignano a Meldola, le chiese di Villanova, San Varano, Villagrappa, il Santuario della Madonna delle Caminate, il Tempio Votivo a Fiumana di Predappio, la chiesa parrocchiale di Montemaggiore, il portico e un'ala aggiuntiva del convento di Santa Maria del Fiore a Forlì. Progetta inoltre la Casa del Fascio di Tontola e di Villa Magliano, di Vitignano e di San Martino in Strada (demolita dagli inglesi nel 1944). Nel 1933 partecipa con l'ingegner Elio Danesi, al concorso per il piano regolatore della città di Forlì: il loro progetto ha come motto “Madonnina del Fuoco” e viene selezionato fra i tre vincitori. Nel 1944 riceve incarico per la costruzione del palazzo INAIL, che però poi sarà da lui realizzato solo fra il 1948 e il 1949 a guerra finita. In questo periodo pubblica anche articoli di critica d'arte con lo pseudonimo di Sergio Venci.
Allo scoppio della Seconda Guerra Mondiale parte per il fronte, anche se avrebbe potuto non partire in quanto impegnato in progetti pubblici, si trova prima in Africa, poi in Jugoslavia con il grado di capitano. Fatto prigioniero in Polonia riesce però a rientrare nel periodo dei grandi bombardamenti alleati, rivestendo la carica di dirigente dell'Unione Nazionale Protezione antiaerea provinciale. 
A guerra finita, gli viene più volte offerto un seggio parlamentare dalla Democrazia Cristiana, ma declina sempre. Preferisce infatti dedicarsi all'attività di ingegnere rivestendo la carica di ingegnere capo del Comune di Forlì, di Cattolica, poi della Provincia di Forlì e infine presidente provinciale dell'UNRRA casa.
Muore a Forlì nel 1967.

## Opere
- Basamento della colonna della Madonna del fuoco (1928)[4]
- Villa dell'ex Seminario (Meldola)
- Istituto san Giuseppe (Meldola)
- Chiesa di San Ruffillo in Vitignano (Meldola), 1930[5]
- Chiesa di Villanova
- Chiesa di San Varano
- Chiesa di Villagrappa
- Campanile della chiesa di Santa Maria in Lampio (Villanova), 1934, in parte distrutto durante la Seconda Guerra Mondiale
- Santuario della Madonna delle Caminate
- Portico della chiesa e parte del Convento di Santa Maria del Fiore (Forlì), 1933-34
- Case del Fascio di Tontola, Villa Magliano[6], Vitignano, San Martino in Strada
- Case INAIL, Piazzale della Vittoria, Forlì, 1949
- Ristrutturazione della Chiesa di Santa Maria del Voto (Romiti)